# 김제고등학교
김제고등학교(金堤高等學校)는 대한민국 전북특별자치도 김제시 신풍동에 있는 공립 고등학교이다.

## 학교 연혁
- 1951년 9월 25일 : 김제고등학교 개교(6학급)
- 1974년 1월 12일 : 신축교사(현교사) 준공 이전
- 1992년 8월 3일 : 학과 개편(기계과, 화공과 신설)
- 2003년 3월 1일 : 화공과를 환경화공과로 개명
- 2015년 3월 1일 : 학과 개편(일반고 전환)
- 2018년 3월 1일 : 혁신 학교 지정
- 2023년 9월 1일 : 제33대 김동철 교장 부임
- 2024년 2월 8일 : 제72회 졸업생 39명(졸업생 누계 13,360명)
- 2024년 3월 4일 : 제75회 입학생 62명

## 참고 자료
- 김제고등학교 - 한국교육학술정보원 학교알리미